# Tenebre
Tenebre (în engleză Jeepers Creepers) este un film horror american din 2001 scris și regizat de Victor Salva. Filmul relatează povestea fraților Trish și Darry Jenner - interpretați de Gina Philips și Justin Long - care sunt urmăriți de o creatură demonică și misterioasă intitulată The Creeper, interpretat de Johnathan Breck. Numele filmului este preluat din melodia cu același nume din 1938⁠(d), iar versiunea din film este cea cântată de Paul Whiteman⁠(d). Patricia Belcher și Eileen Brennan⁠(d) apar în rol secundar⁠(d) în timp ce Salva are o apariție cameo.
Produs de American Zoetrope și de companiile germane Cinerenta-Cinebeta și Cinerenta Medienbeteiligungs KG, procesul de producție al filmului Jeepers Creepers a început în august 2000 după ce Salva a convins studioul să-i aleagă pe Philips și Long cu ajutorul producătorului executiv Francis Ford Coppola. Din cauza tăierilor de buget, a treia parte a proiectului a fost rescrisă în timpul producției. Filmat a fost turnat în Ocala⁠(d), Dunnellon⁠(d), Reddick⁠(d) și lacul Panasoffkee⁠(d) din statul Florida pe parcursul a două luni.
Filmul a fost lansat de United Artists și Metro-Goldwyn-Mayer pe 31 august 2001. Producția a primit recenzii mixte din partea criticilor, dar a avut succes comercial, încasând 59,37 milioane de dolari în comparație cu bugetul de 10 milioane. Au fost lansate două continuări: Jeepers Creepers 2 (2003) și Jeepers Creepers 3 (2017). Un al patrulea film, Jeepers Creepers: Reborn, urmează să fie lansat în 2021.

## Prezentare
Filmul prezintă doi frați, Trish (interpretată de Gina Philips) și fratele ei Darry (interpretat de Justin Long) ce se întorc spre casă. În drumul lor prin Alabama de Nord, un șofer misterios, ce conduce un ruginit Chevrolet Coe dubă din 1948 încearcă să-i scoată de pe șosea. După ce șoferul îi depășește, îl văd din nou peste ceva timp, cum scoate cadavre înfășurate în cearceaf cu pete de sânge din duba și le aruncă pe o conductă ce ducea în pivnița unei biserici abandonate. După ce șoferul îi scoate de data aceasta de pe șosea, Darry decide să se întoarcă la biserica și să investigheze. Lângă biserică, Darry îi spune lui Trish să-l țină de picioare cât timp el se uită prin conductă. Șobolanii apar în fața lui iar, speriată, Trish îl scapă pe Darry ce cade în pivnița biserici. Ridicându-se, Darry descoperă cadavrele aruncate și o cavernă cu cadavre cusute de tavanul pivniței. După ce iasă pe cealaltă parte, acesta este traumatizat de ceea ce a văzut; el și sora sa opresc la o benzinărie unde contactează poliția. În timp ce așteaptă ca polițiștii să ajungă, sunt sunați de un local transcedental, Gezelle Gay Hartman, ce îi atenționează despre pericolul ce va urma. La telefon le pune melodia Jeepers Creepers, și le spune că dacă aud această melodie, sunt în mare pericol. Înfricoșați, cei doi nu iau în seamă vorbele transcendentalului. Când ajung polițiștii, îi escortează pe cei doi și prin stație primesc mesajul că vechea biserică este în flăcări și toate dovezile sunt distruse. În timp ce sunt escortați cei doi, polițiștii sunt atacați și omorâți de șoferul dubei, iar Darry, împreună cu Trish scapă; șoferul împachetează cadavrele și le stochează în duba sa. Darry și Trish încearcă să primească ajutor de la o localnică bătrână și excentrică, dar este ucisă de șoferul care se dovedește a fi o creatură puternică și diabolică. Cei doi reușesc să îl lovească cu mașina și să-l calce de câteva ori; dupa aceea își dau seama că creatura este inumană, deoarece începuse să-și scoată aripile. Aceștia merg la stația de poliție unde își așteaptă părinții, dar Gezelle apare și îi informează că nu sunt nici aici în siguranță. Aceasta le spune adevărul despre misterioasa creatură: este un demon cunoscut sub numele de The Creeper care se trezește la fiecare a 23-a primavară pentru 23 de zile pentru a se hrăni cu părți din oameni, care după ce sunt consumate, devin părți din corpul lui. Le spune că sperie oamenii, ca să-i poată mirosi, și că la unul dintre ei a găsit ceea ce-i place. The Creeper pătrunde în stația de poliție unde ucide un deținut și omoară câțiva polițiști. La etaj, Darry și Trish află de la Gezelle, că a visat că unul dintre ei va urla în întuneric în timp ce melodia Jeepers Creepers va cânta. The Creeper îi vede și se îndreaptă spre Gezelle pe care o miroase, dar îi dă drumul încercând să-i găsească pe Darry și pe Trish. Acesta îl capturează pe Darry, iar Trish încearcă să-și sacrifice viața în schimbul vieții fratelui ei. Pana ca politia sa actioneze, The Creeper scapă, ieșind pe geam cu tot cu Darry. A doua zi, Trish este luată de părinții săi, iar Gezelle se întoarce acasă, regretând. Scena finală îl arată pe The Creeper într-o fabrică abandonată unde îl ucise pe Darry, îi consumase ochii în timp ce melodia Jeepers Creepers cântă.

## Distribuție
Distribuția preluată de la British Film Institute:
- Justin Long - Darius „Darry” Jenner[6]
- Gina Philips - Patricia „Trish” Jenner
- Jonathan Breck - The Creeper
- Patricia Belcher - Gezelle Gay Hartman
- Eileen Brennan⁠(d) - Doamna cu pisicile
- Brandon Smith - Sergentul David Tubbs
- Peggy Sheffield - Polițistul Beverly
- Jon Beshara - Polițistul Robert Gideon
- Avis-Marie Barnes - Polițista Natasha Weston
- Tom Tarantini - Roach
- Chris Shepardson - Băiatul muribund
- Will Hasenzahl⁠(d) - Polițistul cu inima smulsă
- Victor Salva - victimă

## Producție

### Dezvoltare
După lansare, diferiți critici și cinefili au realizat că intriga filmului a fost influențată de operațiunea de căutare a criminalului Dennis DePue în 1990. În acel an, DePue a fost surprins în timp ce arunca cadavrul soției sale în spatele unei școli abandonate din statul Michigan de către frații Ray și Marie Thornton. Cazul a devenit cunoscut după ce a fost discutat în cadrul unui episod al emisiunii Unsolved Mysteries⁠(d) din 20 martie 1991. A doua zi, DePue s-a sinucis după un schimb de focuri⁠(d) cu poliția în Vicksburg, Mississippi⁠(d). Modul în care a fost prezentat evenimentul și alte mici detalii ale cazului sunt asemănătoare cu scena de la începutul filmului⁠(d). Totuși, regizorul și scenaristul filmului, Victor Salva, nu a confirmat sau infirmat această sursă de inspirație, însă a susținut că au fost preluate elemente din filme precum Noaptea morților vii (1968) și Duel (1971).
În comparație cu alte scenarii pe care le-a completat în aproximativ șase luni, Salva a reușit să redacteze scenariul pentru Jeepers Creepers într-o singură lună. Regizorul și-a dorit ca răufăcătorul să ucidă cu precădere personaje masculin deoarece este „foarte plictisitor să vezi femei masacrate și violate [în filme]”. Salva a utilizat numeroase diversiuni pe parcursul filmului prin care a încercat să convingă publicul cinefil că Trish urma să moară la final.
Scenariul original includea și un al treilea act de douăzeci de pagini care a fost în cele din urmă eliminat din film. Conform acestuia, Darry izbește camionul creaturii de un tren în încercarea de a o distruge, însă sacrificiul său este zadarnic. Înainte de începerea filmărilor a fost realizat un storyboard al întregii secvențe, însă din cauza reducerii bugetului cu 1 milion de dolari aceasta a fost eliminată și rescrisă. Ca urmare a acestei modificări, lui Gina Philips și Justin Long li s-a permis să improvizeze o mare parte din scenele pe care Salva le-a utilizat în versiunea finală a filmului. Unele scena eliminate din scenariu au fost utilizat în Jeepers Creepers 2.
Scena în care Patricia Belcher, care interpretează rolul mediului Jezelle, vorbește la telefon cu Darry a fost complet rescrisă în timpul filmărilor pentru a permite personajului ei să ofere informații suplimentare despre creatură. În comentariul audio⁠(d) al filmului, Salva susține că punctul culminant al filmului a fost momentul în care s-a dezvăluit că Creeper nu era om și avea aripi, fapt din care publicul deduce că personajele principale luptă împotriva unei creaturi care nu are înfățișare umanoidă⁠(d). În ciuda sfaturilor primite de la diferiți agenți, manageri și regizori importanți, Salva a decis să ofere puține informații despre natura creaturii.
După finalizarea scenariului pentru Jeepers Creepers, Salva i-a înmânat scenariul producătorului executiv Francis Ford Coppola care l-a ajutat cu finanțarea filmului Clownhouse⁠(d) (1989), lung-metrajul său de debut. Datorită succesului comercial al unor filme precum Proiect: Vrăjitoarea și Al șaselea simț, Salva a primit patru oferte de la companii care și-au declarat interesul pentru proiect la doar două zile după completarea scenariului. Mai mult, Coppola a negociat cu United Artists și Metro-Goldwyn-Mayer în încercarea de a vinde drepturile de distribuție ale filmului. Conform lui Salva, acest proces din pre-producție⁠(d) a durat șapte-opt luni, iar într-un final Germania a finanțat 75% din bugetul original prin intermediul companiilor Cinerenta-Cinebeta și Cinerenta Medienbeteiligungs KG, iar United Artists a finanțat restul sumei. La scurtă vreme după, au început probele la Los Angeles.

### Distribuție
Într-un interviu, Philips a dezvăluit că a decis să meargă la probe după ce nu a reușit să citească scenariul într-o singură noapte deoarece era prea înfricoșător. După două probe pentru rolul lui Trish, aceasta a ajuns pe lista finală⁠(d) alături de alți actori care concurau pentru rolul lui Darry, unul dintre ei fiind Long. Salva a declarat că Philips a interpretat personajul cu o „concentrare intensă” și datorită „autenticității sale a obținut rolul”. Într-un interviu cu Hollywood.com, Justin Long a declarat că la prima probă interpretarea sa a fost spontană și s-a identificat imediat cu personajul. Salva va declara mai târziu că Long a fost ales deoarece a fost unul dintre puținii actori care au reușit să-l convingă că era cu adevărat speriat în timpul probelor. În timpul procesului de casting, compania American Zoetrope hotărâse inițial că în distribuție să apară „nume mari”, nu Long și Philips, dar Coppola a reușit să convingă studioul să le permită celor doi să joace rolurile principale.
Rolul creaturii a fost scris special pentru Lance Henriksen, însă acesta a renunțat la rol. Prin urmare, Jonathan Breck a decis să participe la probe deoarece voia să-și înfrunte frica față de filmele horror. Acesta a cercetat diferite mișcări animalice pe care le-a utilizat în timpul filmărilor. În ziua probei, Breck s-a ras în cap și a adulmecat diferiți membri ai echipei. Când a fost întrebat de ce și-a ras capul, Breck i-a răspuns pur și simplu directorului de casting că „acest personaj nu are păr” înainte să primească rolul.
Eileen Brennan⁠(d) a interpretat rolul „doamnei cu pisicile” după ce Salva a văzut-o în scurt-metrajul Nunzio's Second Cousin⁠(d). Chris Shepardson a fost angajat în rolul „băiatului aflat pe moarte” pe care Darry îl găsește în adăpostul creaturii. Din cauza reducerii bugetului, Salva a redactat personajul fără replici, dar în timpul filmărilor echipa a decis în cele din urmă să formuleze o scurtă replică. Mai mult, Salva a avut o apariție cameo în calitate de victimă a creaturii.

### Filmări
Primele scene au fost filmate în centrul statului Florida⁠(d) în august 2000 timp de două luni. Scena inițială a fost filmată pe o stradă din orașul Dunnellon⁠(d), iar scena cu biserică de lemn - fost biserică Sfântul Iacob - la câțiva kilometri distanță în Ocala⁠(d). Restaurantul „Opper's Dinner” din care personajele contactează poliția a fost un platou de filmare construit în Lake Panasoffkee⁠(d). Un liceu abandonat din Reddick⁠(d) a fost utilizat pe post de sediu de poliție⁠(d) în timp ce într-o fabrică de ambalare a cărnii din Ocala s-au filmat ultimele scene ale proiectului. După încheierea filmărilor, aceasta a fost demolată.
Conform lui Salva, procesul de filmare a întregului film a fost „istovitor” întrucât echipajul a fost nevoit să lucreze în timpul verii în zone lovite de caniculă în fiecare zi. Scenele cu conducta bisericii au fost filmate atât lângă biserică unde a fost utilizată o conductă de 1.80 de metri, cât și într-un studio unde au fost folosite două conducte diferite; tot acolo a fost filmată și ultima scenă. Din cauza bugetului redus, cofetăria departamentului de artă a fost transformată în casa personajului Jezelle. Conform lui Long, el și Philips au evitat să comunice cu Breck pe tot parcursul filmărilor deoarece voiau ca reacțiile lor să fie autentice în momentul în care filmau scenele împreună.
Creatura a fost proiectată inițial de Brad Parker⁠(d), iar costumul său a fost creat de Brian Penikas și compania sa Makeup and Monsters. Aripile au fost  create de Charles Garcia și generate digital⁠(d) de Buddy Gheen, Scott Ramsey și Bob Morgenroth. Camionul folosit pe ecran era un Chevy COE⁠(d) din 1941; inițial camion cu platformă⁠(d), secțiunea din spate a fost creată în întregime de designerul de producție Steven Legler. În timpul a diferite scene, mașina s-a defectat din cauza motorului vechi. Din moment ce bugetul filmului a avut tăieri masive în departamentul de artă, numai câteva cadavre false au fost create pentru adăpostul creaturii.

### Muzică
Coloana sonoră a filmului Jeepers Creepers a fost compusă și realizată de Bennett Salvay. De asemenea, acesta a lucrat ca producător muzical alături de Salva. Melodiile au fost înregistrate și mixate la Todd-AO Scoring Stage de Shawn Murphy⁠(d) și editate de Chad DeCinces. Albumul a fost masterizat⁠(d) de Patricia Sullivan Fourstar la  Bernie Grundman Mastering⁠(d).
| No.           | Title | Length |
| ------------- | --- | ------ |
| 1.            | "Main Theme" (With Victor Salva) | 1:20   |
| 2.            | "The Truck Attacks" | 3:04   |
| 3.            | "Back To The Church/The Pipe" | 4:17   |
| 4.            | "Finding The Body" | 2:39   |
| 5.            | "The House of Pain" | 3:05   |
| 6.            | "Kenny and Darla" | 1:17   |
| 7.            | "Trish's Surprise" | 0:45   |
| 8.            | "Trish and Darry's Theme" | 1:31   |
| 9.            | "The Truck Returns" | 0:41   |
| 10.           | "The Creeper Attacks" | 2:16   |
| 11.           | "Monster Mashed/The Big Flap" | 4:12   |
| 12.           | "Creeper's Tale" | 2:45   |
| 13.           | "Bone Appetite" | 1:09   |
| 14.           | "My Heart Goes Out" | 2:38   |
| 15.           | "Creepy Crawler" | 1:59   |
| 16.           | "My Brother's Creeper" | 6:34   |
| 17.           | "Jeepers Creepers" (Muzica și versurile de Johnny Mercer și Harry Warren; Interpretată de Paul Whiteman și Swing Wing)                                        | 2:21   |
| 18.           | "Here Comes The Boogey Man" (Scris de Lawton, Brown, Smith, Lang și Benson; Interpretată de Henry Hall și BBC Dance Orchestra; Vocea asigurată de Val Rosing) | 2:56   |
| Total length: | Total length: | 45:29  |

## Lansare

### În cinematografe
Jeepers Creepers a avut premiera în cadrul festivalului de film München Fantasy Filmfest din Germania și la Festivalul Internațional de Film Fantasia din Canada în iulie 2001. Filmul a fost lansat în Statele Unite de către United Artists și Metro-Goldwyn-Mayer care au cumpărat drepturile de autor⁠(d) cu doar 2.5 milioane de dolari pe 21 august 2001 când a fost difuzat în 2.944 de cinematografe. În octombrie, filmul a fost prezentat în cadrul Festivalul de Film de la Sitges și la Festivalul Internațional de Film de la Bergen⁠(d). Jeepers Creepers a fost lansat în Germania pe 3 ianuarie 2002 și a fost difuzat în 298 de cinematografe. Pe 24 mai 2018, filmul a fost relansat în Columbia.

### Home media
Jeepers Creepers a fost lansat pe DVD⁠(d) de MGM Home Entertainment⁠(d) pe 8 ianuarie 2002 în două versiuni: standard și widescreen. O ediție specială a DVD-ului include zece scene eliminate și extinse, un comentariu audio cu Salva, un videoclip care prezintă producerea filmului sub titlul „Behind the Peepers – The Making of Jeepers Creepers”, o galerie foto și un trailer. Pe 11 septembrie 2021, filmul a fost lansat pe disc blu-ray de MGM și 20th Century Studios Home Entertainment⁠(d) cu aceleași opțiuni ca varianta pe DVD. Pe 14 iunie 2016, o ediție de colecție cu două discuri blu-ray a fost lansată de Shout! Factory⁠(d); aceasta conține un scurt film⁠(d) intitulat „Then and Now” care prezintă zonele în care a fost filmate scenele, interviuri cu producătorul Barry Opper și actrița Patricia Belcher, respectiv un nou comentariu audio realizat de Salva, Philips și Long. Pe 20 octombrie 2021, filmul a fost lansat digital de 101 Films.

## Recepție

### Lansare și încasări
La lansarea inițială, Jeepers Creepers a încasat 37,9 milioane de dolari în Statele Unite și Canada, respectiv 21,3 milioane de dolari în alte țări; a obținut la nivel mondial 59,2 milioane de dolari. Ca urmare a relansării din 2018, filmul a reușit să câștige 153.000 de dolari în Columbia, veniturile totale fiind la nivel internațional fiind de 59,37 de milioane.
Filmul a avut premiera în Statele Unite și Canada pe 31 august 2001 în 2.944 de cinematografe în weekendul de Ziua Muncii⁠(d). A câștigat 15,8 milioane de dolari în primele sale patru zile, clasându-se pe locul 1 în fața filmului Rush Hour 2 (11,2 milioane de dolari) și a doborât recordul pentru cele mai mari venituri obținute în weekendul de deschidere a Zilei Muncii deținut de Corbul: Orașul îngerilor⁠(d) (1996) cu 9,8 milioane. Filmul a păstrat recordul până la lansarea continuării sale - Tenebre 2 - în 2003 care a obținut 18,3 milioane în weekendul de deschidere. În prima săptămână, Jeepers Creepers a obținut 18,1 milioane și a încasat 6,2 milioane, fiind în spatele filmelor Muschetarii⁠(d) (10.3 milioane) și Joc în doi⁠(d) (7.7 milioane).
În Marea Britanie, Jeepers Creepers a avut premiera pe 19 octombrie 2001 și a câștigat 2,2 milioane de dolari în primul său weekend și un total de 8,8 milioane la nivel național. Mai mult, cele mai profitabile țări după Regatul Unit au fost Mexic (2,5 milioane de dolari), Spania (2,1 milioane de dolari) și Italia (2,1 milioane de dolari). În Germania, filmul a avut premiera în cinematografe pe 3 ianuarie 2002 și a încasat 1,3 milioane de dolari. În alte țări, exceptând Statele Unite și Canada, Jeepers Creepers a câștigat 21,3 milioane de dolari, venitul total la box-office fiind de 59,2 milioane de dolari. Pe 24 mai 2018, filmul a fost relansat în Columbia în 83 de cinematografe și a obținut 153.000 de dolari. În ciuda bugetului de 10 milioane de dolari, filmul a avut succes și a obținut încasări enorme.

### Recenzii
Pe site-ul Rotten Tomatoes care clasifică recenziile în două categorii, 46% din cele 114 recenzii sunt pozitive, media fiind de 5.2/10. Consensul criticilor este că „Jeepers Creepers are un început promițător. Din păcate, tensiunea și suspansul sunt reduse repede la clișee ale genului pe parcursul filmului”. Metacritic oferă filmului un scor de 49/100 în baza a 24 de recenzii. Conform chestionarelor CinemaScore, publicul a oferit filmului nota D pe o scală de la A+ la F.
La lansarea inițială, diferiți critici au formulat o opinie similară cu privire la Jeepers Creepers, lăudând începutul său plin de suspans, dar criticând restul filmului. Pentru BBC News, Nev Pierce a numit proiectul „un film terifiant și violent, dar inteligent” și l-a comparat  Scream (1996). Într-un articol scris pentru Chicago Tribune, Robert K. Elder a precizat că i-a displăcut filmul deoarece multe secvențe nu au fost explicate. Mira Katz, jurnalist al ziarului studențesc GW Hatchet, a caracterizat filmul „tragic”, condamnând scenariul lui Salva, efectele speciale și finalul filmului despre care susține că lasă publicul într-o „stare generală de dezamăgire”. Criticul de film David Edelstein⁠(d) a redactat pentru revista Slate⁠(d) un articol în care critica povestea generală a filmului și timpul de rulare⁠(d) de 90 de minute, dar a menționat că filmul este suficient de bun să te sperie.
Stephen Holden⁠(d)- redacta pentru The New York Times - a avut o părere pozitivă despre începutul filmului, însă a declarat că odată ce creatura a fost dezvăluită, filmul cade pradă unei intrigi generice. Peter Bradshaw precizează pentru The Guardian că filmul dă chix imediat după scena de deschidere când acesta nu este nici înfricoșător, nici amuzant. Criticul de film Kevin Thomas al Los Angeles Times a avut o opinie pozitivă despre film, susținând că are „cea mai înfricoșătoare scenă de deschidere din orice producție cinematografică horror din ultima perioadă”  și că „Salva a construit într-o manieră inteligentă suficientă teroare pură încât vizionarea să fie dificilă”. Nathan Rabin⁠(d) redacta pentru The A.V. Club⁠(d) că filmul începe „cu o primă parte săracă[...] însă odată ce monstrul intră în centrul atenției, Jeepers Creepers eșuează în grabă”.
David Nusair, critic al Reel Film Reviews, a considerat interpretările lui Long și Philips „superbe”, iar Charles Webb de la MTV a lăudat decizi lui Salva de a-i alege pe cei doi. Spre deosebire de aceștia, Dorothy Woodend de la The Tyee⁠(d) a criticat filmul și a susținut că pe Philips o dezavantajează faptul că seamănă cu cântăreața Ashlee Simpson. De asemenea, The AV Club a susținut că Long seamănă cu David Schwimmer, iar San Francisco Chronicle menționat că seamănă într-o oarecare măsură cu Frank Langella în tinerețe, însă a lăudat interpretarea sa în rolul lui Darry.

### Premii și nominalizări
La Festivalul de Film de la Sitges din 2001, Jeepers Creepers a primit o nominalizare pentru cel mai bun film, dar a pierdut în fața lui Vidocq⁠(d). Anul următor, filmul a fost nominalizat la trei premii în cadrul Fangoria Chainsaw Awards⁠(d). A câștigat premiul pentru cel mai bun film (wide release⁠(d)) și cel mai bun actor în rol secundar (Jonathan Breck).  La aceeași ceremonie, Brian Penikas a fost nominalizat pentru cel mai bun machiaj / creatură FX pentru designul său Creeper, dar a pierdut în fața grupului KNB EFX⁠(d) pentru munca lor la filmul 13 fantome. Pe 13 aprilie 2002, filmul a primit o nominalizare pentru cel mai bun film la premiile International Horror Guild Awards⁠(d), dar a pierdut în fața filmului canadian Ginger Snaps de John Fawcett⁠(d).  Pe 10 iunie 2002, filmul a obținut o nominalizare la Premiul Saturn pentru cel mai bun film de groază, iar Justin Long a fost nominalizat pentru cea mai bună interpretare de către un actor mai tânăr⁠(d).

## Continuări
Până în 2001, trei continuări au fost dezvoltate, două dintre ele fiind scrise și regizate de Victor Salva. Prima continuare - Jeepers Creepers 2 - a avut premiera pe 29 august 2003 la câteva zile după data la care a fost lansat primul. Povestea are loc la câteva zile după acțiunea din primul film când un autobuz cu adolescenți este atacat de Creeper. Aceștia încearcă cu ajutorul lui Jack Taggart - un bărbat a cărui fiu Billy a fost răpit de creatura cu o zi înainte - să-l ucidă. Justin Long are o apariție cameo în rolul lui Darry, iar Tom Tarantini, care a interpretat un deținut în filmul original, apare în rolul antrenorului Dwayne Barnes.
În 2015, după ce Salva a declarat că intenționează să producă un film în care Gina Philips să revină în rolul lui Trish Jenner, proiectul Jeepers Creepers 3: Cathedral a primit aprobare. Totuși, rolul principal jucat de Philips a fost redus la o apariție cameo, iar filmul a fost lansat în 2017 de Screen Media Films⁠(d) sub denumirea de Jeepers Creepers 3. Acțiunea filmului se desfășoară între primul și cel de-al doilea, având ca subiect conflictul dintre Creeper și mica comunitate care încearcă să afle informații despre natura creaturii.
Un al patrulea film, intitulat Jeepers Creepers: Reborn, urmează să fie lansat de Screen Media Films în 2021. Cu Sean Michael Argo ca scenarist și  Timo Vuorensola⁠(d) ca regizor, proiectul reprezintă primul film din această serie în care Victor Salva nu este implicat. De asemenea, se dorește ca filmul să fie primul dintr-o nouă trilogie.